# Djer
Koning Djer (ook Hor-djer) is de Horus-naam van de derde Egyptische koning (farao) uit de 1e dynastie die rond 2980/60 voor Christus ongeveer 40 jaar regeerde. Tijdens zijn regeerperiode voerde hij veel vernieuwingen door.

## Chronologie
Zoals bij alle koningen van de predynastieke periode lopen de dateringen die archeologen menen te kunnen vaststellen uiteen. Volgens Jürgen von Beckerath regeerde de farao van 2999 tot 2952 v.Chr. Volgens Grimal van 3100-3055 v.Chr, volgens Malek 2939-2892 v.Chr. en volgens Hornung, Krauss, Warburton 2870-2823 v.Chr.
In het werk van Manetho, regeerde Athothis 57 jaar (27, volgens Eusebius' versie), zijn zoon Kenkenes 31 (39) jaar.

## Familie
De moeder van Djer was koningin Chenethapi volgens de Caïrosche Annalensteen. Mogelijk is zijn koningschap voorafgegaan door een regering van Neith-hotep, in graftomben naast die van Djer zijn voorwerpen gevonden met deze naam er in gegraveerd. Zijn grootvader was vermoedelijk Narmer. 
Djer wordt beschouwd als zoon van Hor-Aha, zijn grootvader was vermoedelijk Narmer. Als kind ziet men Merneith, die huwde met Djet en moeder was van Den. Gemalinnen waren Nachtneith, mogelijk ook Peneboei, Sesjemetka en Herneith.

## Regering van Djer

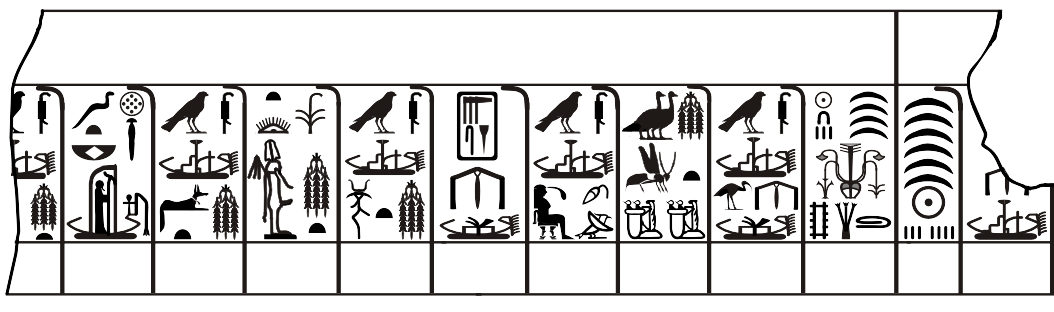
Detail van de palermosteen

Djer besteedde veel tijd aan de vereniging van Opper- en Neder-Egypte, omdat de twee volkeren moeilijk met elkaar konden samenwerken. Tijdens zijn regering hield hij zich bezig met de uitbouw van steden als Boeto en Dep, haalde hij hout uit Libanon, en bouwde hij een paleis. Tijdens zijn koningschap verloor hij twee koninginnen.
Net zoals zijn voorganger Hor-Aha, werd hij begraven in vlak bij Abydos, Umm el-Qaab. In de buurt van zijn graf ligt een ander graf, dat waarschijnlijk toebehoorde aan zijn echtgenote Herneith, grootmoeder van de latere koning Den. Zijn graf werd later gezien als het graf van Osiris en werd een pelgrimsoord in het Nieuwe rijk.

### Naamgeving
Tijdens zijn regering werd hij Horus Djet genoemd oftewel "Horus die helpt". Op de koningslijst van Abydos, een koningslijst, wordt hij "Iti" genoemd, een postume benaming geschreven in een cartouche en niet in een Horusnaam. Door de auteurs die het werk van Manetho herschreven wordt deze koning "Atoti" genoemd.

### Activiteiten
- Een veldtocht naar de plaats Sechat (de Sinaï of Zuid-Palestina)
- Investeringen in de steden Boeto en Dep
- Graftombe in Abydos (O)
- Zegelafdrukken uit de graven 2185 en 3471 in Saqqara
- Inscripties in graven 3503, 3506 en 3035 in Saqqara
- Vermelding van de ster of godin Sopdet of Sirius

## Galerij
Enkele afbeeldingen van voorwerpen met zijn naam.

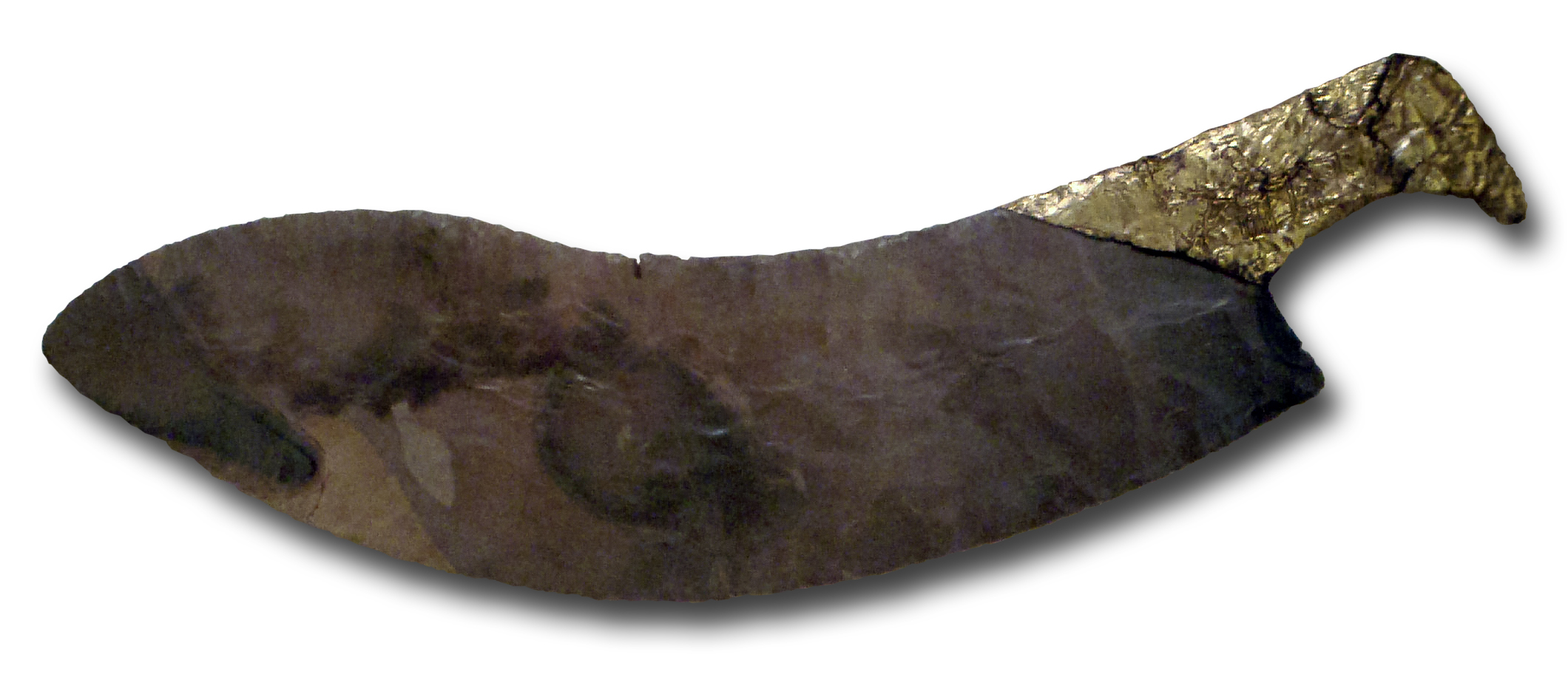
Ceremonieel tempel mes gemaakt van vuursteen met de naam van Djer op het gouden handvat (ca. 3000 v. Chr), Royal Ontario Museum
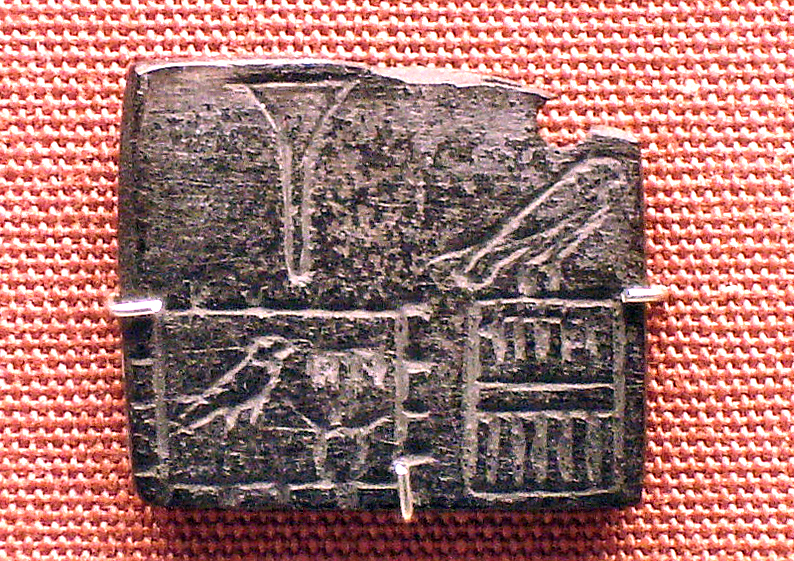
Label van ivoor met serech van Djer British Museum Vindplaats Abydos, Umm el-Qaab, graf O, tombe van Djer
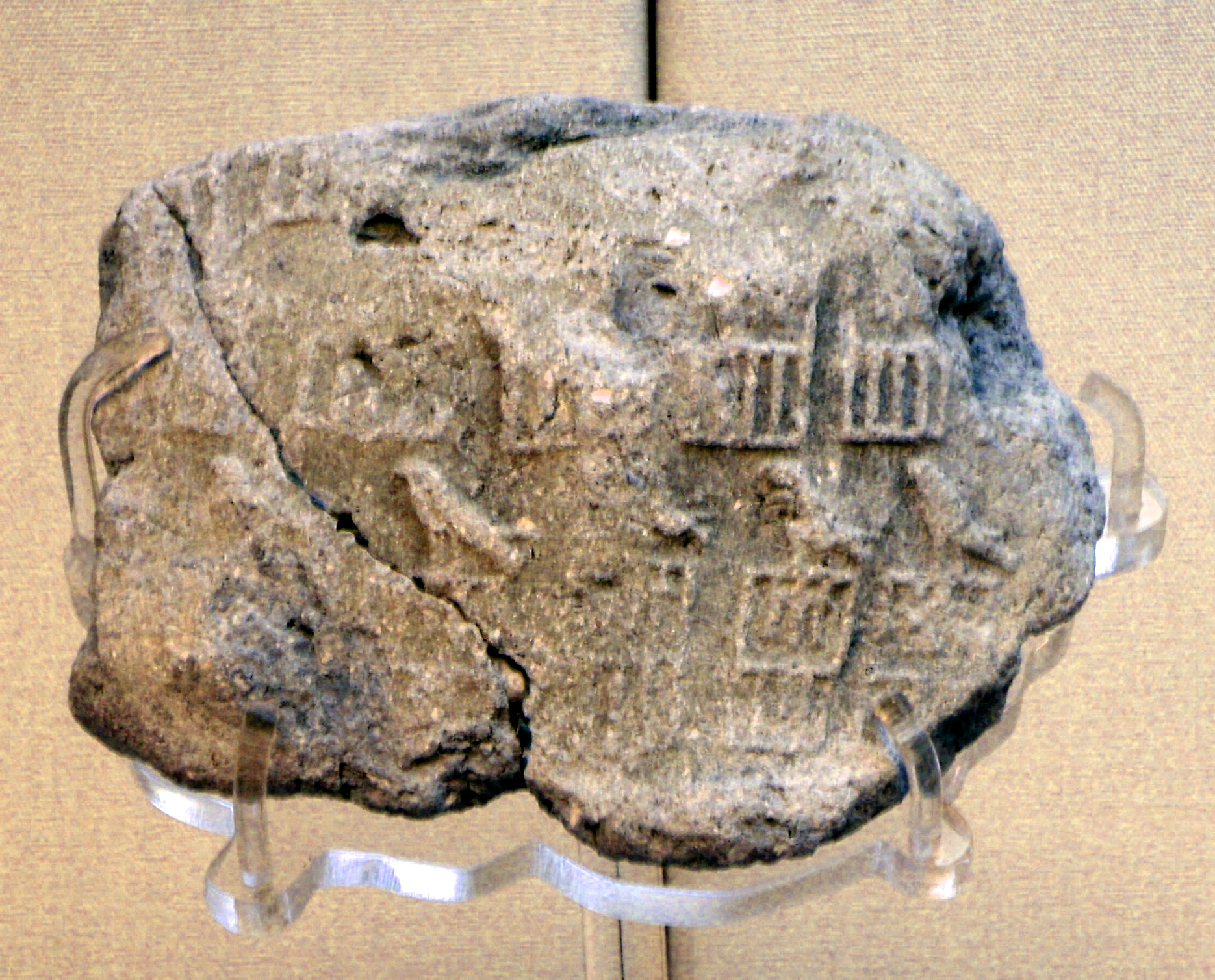
Zegels met serech van Djer (ca. 3000 v. Chr), British Museum Vindplaats Abydos
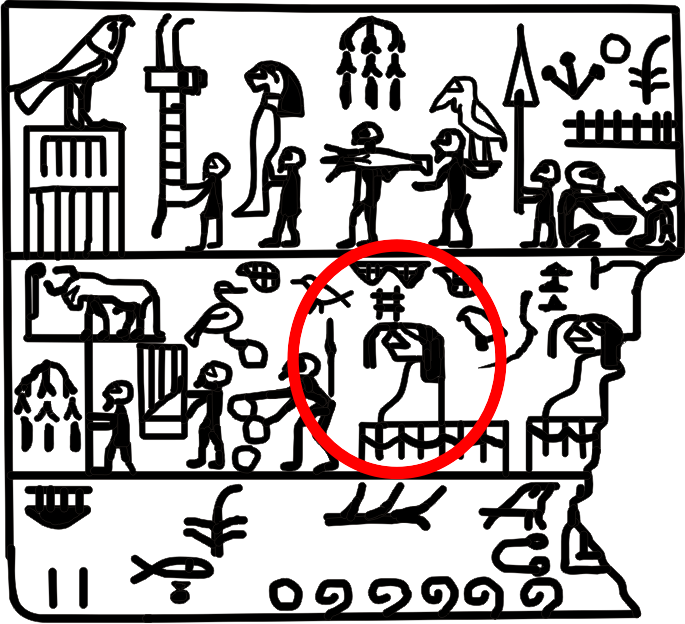
Tekening van een ivoren label met opschrift
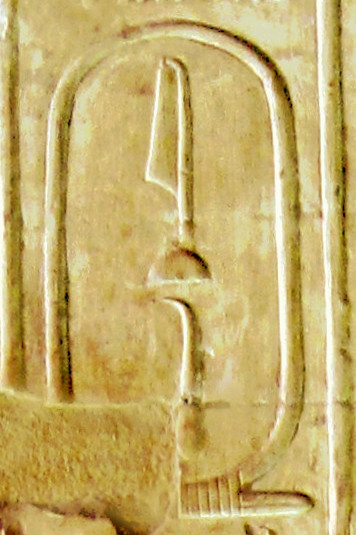
Naam van farao Djer op de koningslijst van Abydos in de tempel van Seti I